# Cănțălărești, Vaslui
Cănțălărești este un sat în comuna Ștefan cel Mare din județul Vaslui, Moldova, România.

## Repere geografice și aspectul satului
Satul Cănțălărești face parte din comuna Ștefan cel Mare, județul Vaslui și este așezat la 1 km nord de reședința comunei, 13 km nord de municipiul Vaslui și la 300 m est de râul Bârlad. Până în anul 1865 satul era așezat la 1,5 km nord-est de actuala locație pe un trup de moșie numit "Dumbrava" ce ținea de moșia Ciofeni-Cănțălărești pe atunci în proprietatea lui Costachi Mille. Chiar de atunci s-a pus mare preț pe sistematizarea noilor sate așa că trasarea vetrei așezării a fost făcută de "ingineru topografu autorizat de Statu", Emanoil Vincler, cu participarea primarului comunei Bârzești, Alecu I. Frimu, unchiul socialistului I.C. Frimu. Prin urmare, cele două ulițe ale satului sunt drepte și paralele cu DN 15D, Vaslui-Roman. În nordul satului curge pârâul "Hanului" care-și are izvoarele la aproximativ 2 km nord-est.

## Istoric
Prima atestare documentară a satului provine din 1 martie 1493 când Ștefan cel Mare dăruiește unui credincios slujbaș al său, Ion aprodul, "...satul Scanțirești pe Bârlad" pe care-l cumpărase de la "Ivul Mândrea și nepoții săi" cu suma de "100 de zloți tătărăști". Nu peste mult timp Ion aprodul moare așa că, neavând copii, frații săi Lupul și Marușca se prezintă din nou în fața judecății domnitorului pentru succesiune. În secolul XVI satul a dispărut ca așezare umană, dar a rămas ca toponim ce desemna o moșie, apărând în numeroase documente de vânzare-cumpărare sub numele: Scanțirești, Canțirești sau Cănțărești, pentru ca la începutul secolului al XIX-lea să fie reîntemeiat de "bejenari hrisovoliți" aduși de noul proprietar, spătarul Petrache Cazimir, din ținuturile Bucovinei de nord ocupate de austrieci și mai apoi din Basarabia ocupată de ruși. 
Cel mai remarcabil monument care există pe teritoriul acestui sat este "Podul de Piatră" (numit în unele documente vechi și "Podul Înalt", fapt care a dat naștere la diverse speculații privind locația bătăliei de la Vaslui), construit (conform pisaniei epigrafice din partea vestică a sa) de hatmanul Gavriil Coci și cneaghina Liliana "în zilele fratelui meu Ioan Vasile Voievod, în anul 7144" (1636). Datorită construcției sale solide, podul a fost funcțional fără întrerupere (susținând chiar și tancurile armatelor din cel de-al doilea război mondial) până în anii '80, când s-a construit în paralel un alt pod, de astă dată cu două benzi de circulație, nu pentru că s-ar fi stricat cel vechi, ci datorită dorinței de conservare a acestui adevărat monument al rezistenței în fața secolelor.

## Școala, biserica și cultura
Prima școală a început să funcționeze din anul 1918 cu doar 12 elevi, din care numai 4 au promovat toate clasele primare. Primul învățător a fost Dumitru D. Beleuță, un fiu al satului, care a lucrat aici (cu o întrerupere de 4 ani datorată războiului) până în 1946, când a fost mutat pe criterii politice la o școală dintr-un sat îndepărtat. Până în 1924, când s-a finalizat construcția noii școli, elevii învățau într-o casă închiriată. În anul 2000, școala veche a fost demolată și a fost construită una modernă care acum este frecventată de un număr mai mic de elevi decât în 1918 datorită sporului natural extrem de mic. 
Prima biserică a fost construită din lemn cu contribuția totală a proprietarului moșiei, Petrache Cazimir, și a fost sfințită în anul 1819. Mutarea satului intervenită în anul 1865 a determinat construirea alteia, dar acest lucru s-a întâmplat foarte târziu, abia în 1958. Până în acest an, credincioșii din Cănțălărești fuseseră nevoiți să străbată câțiva kilometri la biserica veche, intrată acum în proprietatea satului vecin, Ciofeni. Biserica nouă are formă de navă, este foarte mică în raport cu numărul locuitorilor în scădere și are hramul "Sfânta Cuvioasă Parascheva". Datorită numărului mic de enoriași, dintotdeauna aici a oficiat serviciul religios preotul din satul Brăhășoaia, aflat la 3 km sud-vest de Cănțălărești. 
Prin anii '50 ai secolului al XX-lea s-a înfiripat o efemeră activitate culturală și tot atunci au fost proiectate și primele filme artistice sau de propagandă, dar un cămin cultural cu local propriu n-a existat niciodată. După 1990, au dispărut și aceste firave manifestări culturale datorită lipsei aproape totale a tineretului.

## Populația, administrația locală și proprietarii pământului
În catagrafia întocmită de ocupanții ruși între anii 1772-1774, satul nu apare deoarece el a fost reîntemeiat mai târziu, dar pe aici au locuit cu siguranță sezonieri aduși de diferiții proprietari ai moșiei drept dovadă stând ultimele descoperiri(2007) de fragmente ceramice aparținând sec. XVI, XVII, XVIII și XIX. De altfel, în nordul satului a fost descoperită și o așezare de tip "la Tène". 
La prima catagrafie a Moldovei și anume cea de la 1803, numită și "Condica Liuzilor", satul "Canțerești" a fost înregistrat cu "2 liuzi hrisovoliți scutiți de bir (deci, două familii n.n) ai spatarului Petrache Cazimir". Datorită afluxului masiv al populației dinspre Basarabia ocupată de ruși spre Principatul Moldovei, la catagrafia din 1820 satul (de acum) Cănțălărești, este înregistrat cu 62 "liude" din care 32 birnici, 28 de bejenari supuși spătarului P.Cazimir, un "preut" și un "dascal".
La 1831 populația scade la 53 de liude probabil datorită plecării "bejenarilor" cu contractul expirat spre satele vecine: Brăhășoaia (întemeiat la sfârșitul secolului al XVIII-lea), Mărășeni (abia reîntemeiat) sau Muntenești. În 1865, satul avea 27 de familii din care 21 de clăcași. La 1885, autorul "Dicționarului geografic al jud.Vaslui", Constantin Chiriță, a recenzat numai 25 de familii cu 135 de suflete. În anul 1966 avea 315 locuitori, iar în 1977 numai 251. La ultimul recensământ (2002)satul număra cu un locuitor mai mult față de 1977, adică 252. 
Încă de la înființarea comunei Bârzești(1864), Cănțălărești i-a devenit sat component până în 1908 când a devenit el însuși reședință de comună cuprinzând un număr de 5 sate (Dobroslovești, Cănțălărești, Brăhășoaia, Ștefan cel Mare și Mărășeni). În 1925 s-a desființat comuna Cănțălărești și satul a fost trecut la noua comună Ștefan cel Mare dar numai până în 1929 când, pentru doi ani, a făcut parte din comuna Zăpodeni. Din 1931 și până-n prezent, satul este arondat comunei Ștefan cel Mare. 
Până în 1865 moșia a aparținut unui număr mare de proprietari, iscându-se, uneori, și răsunătoare judecăți și procese pentru stăpânirea ei. În anul mai sus-citat au primit pământ și cei 21 de clăcași atestați cu acte de aici, pe o suprafață de 63 fălci(aproximativ 94 ha) pentru care au trebuit să plătească suma de 19.463 lei și 20 parale, "la cursul visteriei". Marea împroprietărire de 1921 a îndestulat pe toată lumea, dar tot în acest an, la îndemnul învățătorului vizionar Dumitru D.Beleuță și în prezența unui inginer agronom de la fostul Consilierat Agricol al jud. Vaslui, s-a înființat prima cooperativă agricolă de producție din fostul județ Vaslui, dar despre activitatea ulterioară a acesteia, arhivele nu ne mai dezvăluie nimic. Cert este că în 1951 locuitorii de aici au înființat prima "întovărășire agricolă" din comună ce a primit numele de "Răscoala de la 1907", cu toate că documentele aflate la dispoziția cercetătorului nu consemnează nici o revoltă sătească la Cănțălărești. În 1963, pe scheletul fostei "întovărășiri" s-a format o brigadă de lucru pendinte de CAP Ștefan cel Mare.

## Obiective turistice
- Podul medieval din Cănțălărești - pod de piatră din anul 1636, ctitorit de hatmanul Gavril Coci